# وزارة المالية والخزانة (جزر سليمان)

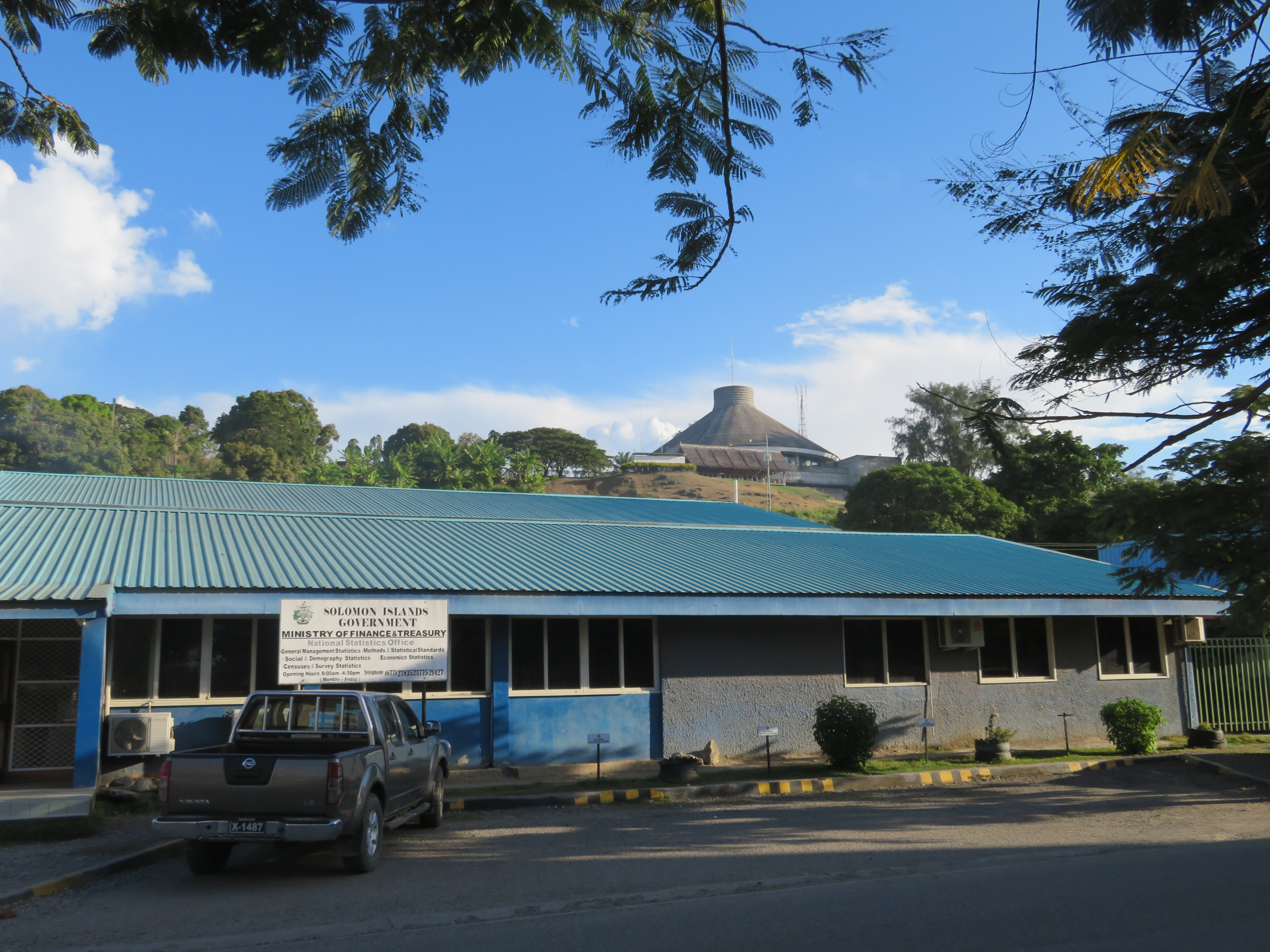
مقر الوزارة في العاصمة هونيارا

وزارة المالية والخزانة، هي وزارة حكومية في جزر سليمان والمسؤولة عن المالية العامة. تقع الوزارة في العاصمة هونيارا.
الوزير الحالي هو هاري كوما، منذ توليه المنصب في 2019.

## روابط خارجية
- موقع وزارة المالية والخزانة الرسمي